# Alexander John Thompson
Alexander John Thompson es el autor de la última gran tabla de logaritmos, publicada en 1952. Esta tabla, Logarithmetica britannica, da los logaritmos de todos los números del 1 al 100.000 con 20 lugares decimales y reemplaza todas las tablas anteriores de alcance similar, en particular las tablas de Henry Briggs, Adriaan Vlacq y Gaspard de Prony.

## Publicaciones
- Alexander John Thompson: Tabla de los coeficientes de la fórmula de interpolación de diferencia central de Everett, 1921, Cambridge: University Press (2a edición en 1943)
- Alexander John Thompson: Henry Briggs y su trabajo sobre logaritmos, The American Mathematical Monthly, 32 (3), marzo de 1925, pp.   129-131
- Alexander John Thompson: Logarithmetica britannica [Texte imprimé]: siendo una tabla estándar de logaritmos a veinte decimales de los números 10.000 a 100.000, 2 volúmenes, 1952, Cambridge: University Press, reimpreso en 1967, publicado anteriormente en 9 partes: 
  - Alexander John Thompson: Logarithmetica britannica, siendo una tabla estándar de logaritmos con veinte decimales. Parte I, Números 10.000 a 20.000, 1934, Cambridge: University Press
  - Alexander John Thompson: Logarithmetica britannica, siendo una tabla estándar de logaritmos con veinte decimales. Parte II, Números 20.000 a 30.000, 1952, Cambridge: University Press
  - Alexander John Thompson: Logarithmetica britannica, siendo una tabla estándar de logaritmos con veinte decimales. Parte III, Números 30.000 a 40.000, 1937, Cambridge: University Press
  - Alexander John Thompson: Logarithmetica britannica, siendo una tabla estándar de logaritmos con veinte decimales. Parte IV, Números 40.000 a 50.000, 1928, Cambridge: University Press
  - Alexander John Thompson: Logarithmetica britannica, siendo una tabla estándar de logaritmos con veinte decimales. Parte V, Números 50.000 a 60.000, 1931, Cambridge: University Press
  - Alexander John Thompson: Logarithmetica britannica, siendo una tabla estándar de logaritmos con veinte decimales. Parte VI, Números 60.000 a 70.000, 1933, Cambridge: University Press
  - Alexander John Thompson: Logarithmetica britannica, siendo una tabla estándar de logaritmos con veinte decimales. Parte VII, Números 70.000 a 80.000, 1935, Cambridge: University Press
  - Alexander John Thompson: Logarithmetica britannica, siendo una tabla estándar de logaritmos con veinte decimales. Parte VIII, Números 80.000 a 90.000, 1927, Cambridge: University Press
  - Alexander John Thompson: Logarithmetica britannica, siendo una tabla estándar de logaritmos con veinte decimales. Parte IX, Números 90.000 a 100.000, 1924, Cambridge: University Press
- Aparentemente hay una traducción al ruso, Logarifmy čisel ot 10000 do 55000, Logarifmy čisel ot 55000 do 100000, publicado en Moscú en 1961 y nuevamente en 1972